# Hallescher Fußball-Club 2012-2013
Questa voce raccoglie le informazioni riguardanti l'Hallescher Fußball-Club nelle competizioni ufficiali della stagione 2012-2013.

## Stagione
Nella stagione 2012-2013 l'Hallescher, allenato da Sven Köhler, concluse il campionato di 3. Liga al 10º posto. In Coppa di Germania l'Hallescher fu eliminato al primo turno dal Duisburg.

## Rosa
| N. |                      | Ruolo | Calciatore        |
| -- | -------------------- | ----- | ----------------- |
| 1  | Germania (bandiera)  | P     | Jürgen Rittenauer |
| 2  | Rep. Ceca (bandiera) | D     | Jan Beneš         |
| 3  | Germania (bandiera)  | D     | Steven Ruprecht   |
| 4  | Germania (bandiera)  | D     | Daniel Ziebig     |
| 5  | Germania (bandiera)  | D     | Patrick Mouaya    |
| 6  | Germania (bandiera)  | A     | Toni Lindenhahn   |
| 7  | Germania (bandiera)  | C     | Erich Sautner     |
| 8  | Germania (bandiera)  | C     | Björn Ziegenbein  |
| 9  | Germania (bandiera)  | A     | Michael Preuß     |
| 10 | Germania (bandiera)  | C     | Anton Müller      |
| 13 | Croazia (bandiera)   | P     | Darko Horvat      |
| 14 | Finlandia (bandiera) | A     | Timo Furuholm     |
| 15 | Germania (bandiera)  | A     | Maximilian Hecht  |
| 16 | Germania (bandiera)  | A     | Dennis Mast       |

| N. |                      | Ruolo | Calciatore       |
| -- | -------------------- | ----- | ---------------- |
| 17 | Germania (bandiera)  | D     | Nico Kanitz      |
| 18 | Germania (bandiera)  | A     | Angelo Hauk      |
| 19 | Germania (bandiera)  | D     | Dennis Carl      |
| 20 | Germania (bandiera)  | D     | Toni Leistner    |
| 20 | Germania (bandiera)  | C     | Stefan Ronneburg |
| 21 | Germania (bandiera)  | C     | Pierre Becken    |
| 22 | Germania (bandiera)  | C     | Marco Hartmann   |
| 24 | Germania (bandiera)  | C     | Kevin Zschimmer  |
| 26 | Germania (bandiera)  | C     | Maik Wagefeld    |
| 27 | Germania (bandiera)  | D     | Philipp Zeiger   |
| 28 | Germania (bandiera)  | D     | Sören Eismann    |
| 29 | Germania (bandiera)  | A     | Nils Pichinot    |
| 30 | Germania (bandiera)  | P     | Franco Flückiger |
| 31 | Finlandia (bandiera) | D     | Kristian Kojola  |

## Organigramma societario
Area tecnica
- Allenatore: Sven Köhler
- Allenatore in seconda: Dieter Strozniak
- Preparatore dei portieri: Jens Adler
- Preparatori atletici:

## Calciomercato

### Sessione estiva
| Acquisti | Acquisti         | Acquisti        | Acquisti |
| R.       | Nome             | da              | Modalità |
| -------- | ---------------- | --------------- | -------- |
| C        | Pierre Becken    | Carl Zeiss Jena |          |
| D        | Dennis Carl      | Hallescher U19  |          |
| P        | Franco Flückiger | Greuther Fürth  |          |
| A        | Nils Pichinot    | Carl Zeiss Jena |          |
| C        | Erich Sautner    | Friburgo        |          |
| D        | Philipp Zeiger   | Plauen          |          |
| C        | Kevin Zschimmer  | Hallescher U19  |          |

| Cessioni | Cessioni        | Cessioni        | Cessioni |
| R.       | Nome            | a               | Modalità |
| -------- | --------------- | --------------- | -------- |
| D        | David Al-Azzawe | Hallescher II   |          |
| C        | Benjamin Boltze | Magdeburgo      |          |
| D        | Tom Butzmann    | BFC Dynamo      |          |
| A        | Dennis Wegner   | Werder Brema II |          |

### Sessione invernale
| Acquisti | Acquisti        | Acquisti           | Acquisti |
| R.       | Nome            | da                 | Modalità |
| -------- | --------------- | ------------------ | -------- |
| D        | Toni Leistner   | Dinamo Dresda      |          |
| A        | Timo Furuholm   | Fortuna Düsseldorf |          |
| D        | Kristian Kojola | IFK Mariehamn      |          |
| D        | Daniel Ziebig   | Energie Cottbus    |          |

| Cessioni | Cessioni              | Cessioni        | Cessioni |
| R.       | Nome                  | a               | Modalità |
| -------- | --------------------- | --------------- | -------- |
| C        | Telmo Teixeira-Rebelo | Magdeburgo      |          |
| A        | Andis Shala           | Carl Zeiss Jena |          |

## Risultati

### 3. Liga

#### Girone di andata
| Arbitro: | Dietz |

|              |           |  |
| Hartmann 62’ | Marcatori |  |

| Karlsruhe 28 luglio 2012, ore 14:00 CEST 2ª giornata | Karlsruhe  | 0 – 0 referto | Hallescher | Wildparkstadion (13 739 spett.)\| Arbitro: \| Willenborg \| |
| Arbitro:                                             | Willenborg |               |            |                                                             |

| Arbitro: | Wingenbach |

|                                       |           |  |
| Wagefeld 20’ (rig.), 84’ Ruprecht 75’ | Marcatori |  |

| Stoccarda 8 agosto 2012, ore 19:00 CEST 4ª giornata | Kickers Stoccarda | 0 – 0 referto | Hallescher | Gazi-Stadion auf der Waldau (4 600 spett.)\| Arbitro: \| Stein \| |
| Arbitro:                                            | Stein             |               |            |                                                                   |

| Arbitro: | Heft |

|  |           |                   |
|  | Marcatori | 65’ Niederlechner |

| Arbitro: | Thomsen |

|  |           |              |
|  | Marcatori | 62’ Hartmann |

| Arbitro: | Steinberg |

|  |           |                                |
|  | Marcatori | 36’ (rig.) Taylor 90’ Bischoff |

| Arbitro: | Dankert |

|                 |           |              |
| Fink 50’ (rig.) | Marcatori | 86’ Wagefeld |

| Arbitro: | Fritz |

|                              |           |                             |
| Teixeira-Rebelo 37’ Mast 41’ | Marcatori | 81’ Stegmayer 87’ Zimmerman |

| Arbitro: | Leicher |

|                  |           |  |
| Smetana 10’, 32’ | Marcatori |  |

| Arbitro: | Göpferich |

|              |           |            |
| Wagefeld 50’ | Marcatori | 57’ Christ |

| Arbitro: | Dietz |

|                                        |           |              |
| Heidenfelder 76’ Göhlert 77’ Thurk 87’ | Marcatori | 67’ Hartmann |

| Arbitro: | Aarnink |

|                          |           |  |
| Aupperle 69’ Kulabas 87’ | Marcatori |  |

| Arbitro: | Sönder |

|          |           |                                           |
| Mast 42’ | Marcatori | 4’, 64’ Rüdiger 77’ Schwenk 86’ Benyamina |

| Arbitro: | Dittrich |

|                       |           |  |
| Manno 68’ Neumann 78’ | Marcatori |  |

| Arbitro: | Blos |

|                                |           |                             |
| Appiah 34’ (aut.) Wagefeld 72’ | Marcatori | 35’ Klos 42’ (rig.) Hübener |

| Arbitro: | Jablonski |

|  |           |                                   |
|  | Marcatori | 53’ Preuß 87’ Lindenhahn 90’ Mast |

| Arbitro: | Alt |

|  |           |               |
|  | Marcatori | 29’ Benatelli |

| Arbitro: | Giese |

|                                         |           |  |
| Ziemer 3’, 26’, 70’ Laux 22’ Sökler 62’ | Marcatori |  |

#### Girone di ritorno
| Arbitro: | Dittrich |

|  |           |          |
|  | Marcatori | 90’ Mast |

| Arbitro: | Gagelmann |

|  |           |                                   |
|  | Marcatori | 12’ Çalhanoğlu 55’ van der Biezen |

| Arbitro: | Schmidt |

|                                        |           |           |
| Pfingsten-Reddig 81’ (rig.) Öztürk 90’ | Marcatori | 74’ Preuß |

| Arbitro: | Dankert |

|             |           |             |
| Furuholm 2’ | Marcatori | 32’ Ivanuša |

| Arbitro: | Storks |

|                           |           |                                               |
| Schweinsteiger 57’ (rig.) | Marcatori | 71’ Furuholm 79’ Pichinot 86’ (rig.) Ruprecht |

| Arbitro: | Schmidt |

|            |           |  |
| Kanitz 30’ | Marcatori |  |

| Arbitro: | Weickenmeier |

|                      |           |  |
| Kara 19’ (rig.), 50’ | Marcatori |  |

| Arbitro: | Steuer |

|                       |           |  |
| Ruprecht 65’ Mast 87’ | Marcatori |  |

| Arbitro: | Schriever |

|          |           |                       |
| Sulu 12’ | Marcatori | 59’ Furuholm 90’ Mast |

| Arbitro: | Cortus |

|                                |           |          |
| Furuholm 11’, 30’ Hartmann 14’ | Marcatori | 20’ Plat |

| Arbitro: | Steinberg |

|                  |           |  |
| Mintzel 43’, 47’ | Marcatori |  |

| Halle 16 aprile 2013, ore 19:00 CEST 31ª giornata | Hallescher | 0 – 0 referto | Heidenheim | Erdgas Sportpark (6 081 spett.)\| Arbitro: \| Christ \| |
| Arbitro:                                          | Christ     |               |            |                                                         |

| Halle 6 aprile 2013, ore 14:00 CEST 32ª giornata | Hallescher | 0 – 0 referto | Wacker Burghausen | Erdgas Sportpark (5 448 spett.)\| Arbitro: \| Blos \| |
| Arbitro:                                         | Blos       |               |                   |                                                       |

| Arbitro: | Sönder |

|                                   |           |  |
| Breier 47’ Stöger 56’, 74’ (rig.) | Marcatori |  |

| Arbitro: | Siebert |

|                |           |                                 |
| Ziegenbein 40’ | Marcatori | 42’ (rig.) Staffeldt 63’ Zoller |

| Arbitro: | Kunzmann |

|                               |           |          |
| Testroet 6’ Kojola 89’ (aut.) | Marcatori | 75’ Mast |

| Arbitro: | Heft |

|              |           |  |
| Furuholm 24’ | Marcatori |  |

| Arbitro: | Weickenmeier |

|                             |           |                                          |
| Bakalorz 8’ Halstenberg 74’ | Marcatori | 43’ (aut.) Knappmann 51’ (rig.) Furuholm |

| Arbitro: | Steinberg |

|                                |           |            |
| Furuholm 54’ (rig.) Müller 64’ | Marcatori | 71’ Sökler |

### Coppa di Germania
| Arbitro: | Hartmann |

|  |           |                   |
|  | Marcatori | 17’ (rig.) Šukalo |

## Statistiche

### Statistiche di squadra
| Competizione      | Punti | In casa | In casa | In casa | In casa | In casa | In casa | In trasferta | In trasferta | In trasferta | In trasferta | In trasferta | In trasferta | Totale | Totale | Totale | Totale | Totale | Totale | DR  |
| Competizione      | Punti | G       | V       | N       | P       | Gf      | Gs      | G            | V            | N            | P            | Gf           | Gs           | G      | V      | N      | P      | Gf     | Gs     | DR  |
| ----------------- | ----- | ------- | ------- | ------- | ------- | ------- | ------- | ------------ | ------------ | ------------ | ------------ | ------------ | ------------ | ------ | ------ | ------ | ------ | ------ | ------ | --- |
| 3. Liga           | 46    | 19      | 7       | 6       | 6       | 21      | 20      | 19           | 5            | 4            | 10           | 16           | 30           | 38     | 12     | 10     | 16     | 37     | 50     | -13 |
| Coppa di Germania | -     | 1       | 0       | 0       | 1       | 0       | 1       | 0            | 0            | 0            | 0            | 0            | 0            | 1      | 0      | 0      | 1      | 0      | 1      | -1  |
| Totale            | 46    | 20      | 7       | 6       | 7       | 21      | 21      | 19           | 5            | 4            | 10           | 16           | 30           | 39     | 12     | 10     | 17     | 37     | 51     | -14 |

### Andamento in campionato
| Giornata  | 1 | 2 | 3 | 4 | 5 | 6 | 7 | 8 | 9 | 10 | 11 | 12 | 13 | 14 | 15 | 16 | 17 | 18 | 19 | 20 | 21 | 22 | 23 | 24 | 25 | 26 | 27 | 28 | 29 | 30 | 31 | 32 | 33 | 34 | 35 | 36 | 37 | 38 |
| --------- | - | - | - | - | - | - | - | - | - | -- | -- | -- | -- | -- | -- | -- | -- | -- | -- | -- | -- | -- | -- | -- | -- | -- | -- | -- | -- | -- | -- | -- | -- | -- | -- | -- | -- | -- |
| Luogo     | C | T | C | T | C | T | C | T | C | T  | C  | T  | T  | C  | T  | C  | T  | C  | T  | T  | C  | T  | C  | T  | C  | T  | C  | T  | C  | T  | C  | C  | T  | C  | T  | C  | T  | C  |
| Risultato | V | N | V | N | P | V | P | N | N | P  | N  | P  | P  | P  | P  | N  | V  | P  | P  | V  | P  | P  | N  | V  | V  | P  | V  | V  | V  | P  | N  | N  | P  | P  | P  | V  | N  | V  |
| Posizione | 5 | 6 | 4 | 4 | 6 | 5 | 7 | 7 | 8 | 9  | 10 | 13 | 14 | 14 | 15 | 16 | 15 | 15 | 15 | 15 | 16 | 17 | 17 | 16 | 12 | 16 | 12 | 11 | 10 | 11 | 11 | 11 | 12 | 14 | 14 | 14 | 14 | 10 |

Legenda:

Luogo: C = Casa; T = Trasferta. Risultato: V = Vittoria; N = Pareggio; P = Sconfitta.

### Statistiche dei giocatori
| Giocatore          | 3. Liga  | 3. Liga | 3. Liga     | 3. Liga    | Coppa di Germania | Coppa di Germania | Coppa di Germania | Coppa di Germania | Totale   | Totale | Totale      | Totale     |
| Giocatore          | Presenze | Reti    | Ammonizioni | Espulsioni | Presenze          | Reti              | Ammonizioni       | Espulsioni        | Presenze | Reti   | Ammonizioni | Espulsioni |
| ------------------ | -------- | ------- | ----------- | ---------- | ----------------- | ----------------- | ----------------- | ----------------- | -------- | ------ | ----------- | ---------- |
| P. Becken          | 9        | 0       | 3           | 0          | 0                 | 0                 | 0                 | 0                 | 9        | 0      | 3           | 0          |
| J. Beneš           | 24       | 0       | 9           | 0          | 1                 | 0                 | 0                 | 0                 | 25       | 0      | 9           | 0          |
| D. Carl            | 0        | 0       | 0           | 0          | 0                 | 0                 | 0                 | 0                 | 0        | 0      | 0           | 0          |
| S. Eismann         | 18       | 0       | 5           | 1          | 0                 | 0                 | 0                 | 0                 | 18       | 0      | 5           | 1          |
| F. Flückiger       | 0        | 0       | 0           | 0          | 0                 | 0                 | 0                 | 0                 | 0        | 0      | 0           | 0          |
| T. Furuholm        | 16       | 8       | 3           | 0          | 0                 | 0                 | 0                 | 0                 | 16       | 8      | 3           | 0          |
| M. Hartmann        | 34       | 4       | 7           | 1          | 1                 | 0                 | 1                 | 0                 | 35       | 4      | 8           | 1          |
| A. Hauk            | 22       | 0       | 3           | 0          | 0                 | 0                 | 0                 | 0                 | 22       | 0      | 3           | 0          |
| M. Hecht           | 0        | 0       | 0           | 0          | 0                 | 0                 | 0                 | 0                 | 0        | 0      | 0           | 0          |
| D. Horvat          | 37       | 0       | 0           | 0          | 0                 | 0                 | 0                 | 0                 | 37       | 0      | 0           | 0          |
| N. Kanitz          | 30       | 1       | 6           | 0          | 1                 | 0                 | 0                 | 0                 | 31       | 1      | 6           | 0          |
| K. Kojola          | 16       | 0       | 2           | 0          | 0                 | 0                 | 0                 | 0                 | 16       | 0      | 2           | 0          |
| T. Leistner        | 13       | 0       | 1           | 0          | 0                 | 0                 | 0                 | 0                 | 13       | 0      | 1           | 0          |
| T. Lindenhahn      | 31       | 1       | 2           | 0          | 1                 | 0                 | 0                 | 0                 | 32       | 1      | 2           | 0          |
| D. Mast            | 37       | 7       | 4           | 0          | 1                 | 0                 | 0                 | 0                 | 38       | 7      | 4           | 0          |
| P. Mouaya          | 13       | 0       | 3           | 0          | 1                 | 0                 | 0                 | 0                 | 14       | 0      | 3           | 0          |
| A. Müller          | 20       | 1       | 6           | 0          | 1                 | 0                 | 0                 | 0                 | 21       | 1      | 6           | 0          |
| N. Pichinot        | 19       | 1       | 1           | 0          | 1                 | 0                 | 0                 | 0                 | 20       | 1      | 1           | 0          |
| M. Preuß           | 17       | 2       | 1           | 1          | 0                 | 0                 | 0                 | 0                 | 17       | 2      | 1           | 1          |
| J. Rittenauer      | 2        | 0       | 0           | 0          | 1                 | 0                 | 0                 | 0                 | 3        | 0      | 0           | 0          |
| S. Ronneburg       | 0        | 0       | 0           | 0          | 0                 | 0                 | 0                 | 0                 | 0        | 0      | 0           | 0          |
| S. Ruprecht        | 29       | 3       | 4           | 1          | 1                 | 0                 | 0                 | 0                 | 30       | 3      | 4           | 1          |
| E. Sautner         | 24       | 0       | 2           | 0          | 1                 | 0                 | 0                 | 0                 | 25       | 0      | 2           | 0          |
| A. Shala           | 14       | 0       | 1           | 0          | 1                 | 0                 | 0                 | 0                 | 15       | 0      | 1           | 0          |
| T. Teixeira-Rebelo | 12       | 1       | 0           | 0          | 1                 | 0                 | 0                 | 0                 | 13       | 1      | 0           | 0          |
| M. Wagefeld        | 29       | 5       | 5           | 0          | 1                 | 0                 | 0                 | 0                 | 30       | 5      | 5           | 0          |
| P. Zeiger          | 21       | 0       | 3           | 0          | 0                 | 0                 | 0                 | 0                 | 21       | 0      | 3           | 0          |
| D. Ziebig          | 15       | 0       | 5           | 0          | 0                 | 0                 | 0                 | 0                 | 15       | 0      | 5           | 0          |
| B. Ziegenbein      | 16       | 1       | 0           | 0          | 0                 | 0                 | 0                 | 0                 | 16       | 1      | 0           | 0          |
| K. Zschimmer       | 1        | 0       | 0           | 0          | 0                 | 0                 | 0                 | 0                 | 1        | 0      | 0           | 0          |